# (473117) 2015 HZ175
(473117) 2015 HZ175 es un asteroide perteneciente al cinturón de asteroides, descubierto el 18 de abril de 1998 por el equipo del Spacewatch desde el Observatorio Nacional de Kitt Peak, Arizona, Estados Unidos.

## Designación y nombre
Designado provisionalmente como 2015 HZ17.

## Características orbitales
2015 HZ175 está situado a una distancia media del Sol de 2,625 ua, pudiendo alejarse hasta 3,194 ua y acercarse hasta 2,056 ua. Su excentricidad es 0,216 y la inclinación orbital 14,12 grados. Emplea 1553 días en completar una órbita alrededor del Sol.

## Características físicas
La magnitud absoluta de 2015 HZ175 es 17,1.